# Jerzy Gara
Jerzy Gara (ur. 10 września 1956 w Nowej Rudzie) – polski nauczyciel, działacz ekologiczny.

## Życiorys
Urodził się w Nowej Rudzie, gdzie uczęszczał do Szkoły Podstawowej nr 4, a następnie do klasy o profilu matematyczno-fizycznym w Liceum Ogólnokształcącym im. Henryka Sienkiewicza w Nowej Rudzie, które ukończył w 1975 roku uzyskując świadectwo dojrzałości. W latach 1977–1979 kontynuował naukę w Policealnym Studium Mechanizacji Rolnictwa na wrocławskich Stabłowicach.
Po jego ukończeniu znalazł pracę jako nauczyciel w Zespole Szkół Agrotechnicznych w Bożkowie (1981–2008). Od 1984 roku mieszka na stałe w Kłodzku. Należał do głównych pomysłodawców funkcjonującego w Bożkowie w latach 2000–2006 Oddziału Zamiejscowego Akademii Rolniczej we Wrocławiu.
Był inicjatorem założenia i pierwszym prezesem Koła Terenowego Ziemi Kłodzkiej Polskiego Towarzystwa Przyjaciół Przyrody pro Natura. Jest członkiem Polskiego Stowarzyszenia Ochrony Jeży Nasze Jeże. Jest wielkim pasjonatem przyrody, miłośnikiem ptaków, opiekunem jeży i inicjatorem wielu przedsięwzięć o charakterze edukacyjnym w tej dziedzinie. Od 2010 roku prowadzi w Kłodzku Ośrodek Rehabilitacji Jeży „Jerzy dla jeży”. Prowadzi na ten temat cykl prelekcji w kłodzkich szkołach i przedszkolach.